# Dwadzieścia cztery historie
Dwadzieścia cztery historie (chiń. 二十四史; pinyin Èrshísì Shǐ; Wade-Giles Erh-shih-shu shih), znane również jako Historie dynastyczne lub Oficjalne historie (chiń. 正史) – zestaw chińskich oficjalnych ksiąg historycznych, obejmujących okres od 3000 p.n.e. do dynastii Ming w XVII wieku. Historie te wzorowane były na pochodzącej z czasów dynastii Han kronice autorstwa Sima Qiana, Zapiski historyka, który stworzył konwencję gatunku.
Termin zhengshi nawiązuje do zhengtong („prawnego następstwa”) i każda z uznanych za legalne dynastii miała ostatecznie swoją oficjalną historię, stworzoną za czasów następnej dynastii, która ją w legalny sposób zastąpiła; łącznie były to 24 dzieła liczące w sumie ok. 40 mln chińskich znaków (użyte jest niemal 14 tys. różnych znaków). Ostatecznie zostały skompilowane i wydane w całości za czasów dynastii Qing w 3213 tomach w 40 roku panowania cesarza Qianlonga, czyli w roku 1775; to z tego wydania pochodzi nazwa „24 historie”.
Pierwsza kronika Sima Qiana obejmuje czasy od czasów legendarnych aż po jemu współczesne, czyli ok. 3000 lat. Następne kroniki ograniczają się do opisów pojedynczych dynastii. Kroniki pisane po czasach tangowskich są dziełami kompilowanymi przez zespoły historyków ze specjalnego biura cesarskiego; wcześniejsze są autorstwa jednego lub dwóch pisarzy. Późne historie, przygotowywane zespołowo, mają coraz bardziej standaryzowaną formę, a ich kompilatorzy w dużej mierze porządkowali i redagowali materiały przygotowywane przez Biuro Historii poprzedniej dynastii (za czasów jej trwania).
Późniejsze historie, pisane przez zespoły z biura historiografii pod ścisłym nadzorem urzędniczym, zawierają mniej elementów wywodzących się z folkloru i tradycji ustnych (np. opowieści o magicznym poczęciu władcy), słabszy jest też „element odautorski” (Sima Qian, autor pierwszej kroniki, nierzadko umieszczał dość osobiste komentarze na temat opisywanych osób czy wydarzeń). Późniejsze historie są też mniej interesujące z punktu widzenia stylu, który staje się bardziej suchy i urzędowy, co szczególnie widać w biografiach, pozbawianych ubarwiających szczegółów personalnych i ograniczanych głównie do wyliczenia stanowisk i funkcji pełnionych przez daną osobę. W kompilowanych przez urzędników z biura historiografii kronikach silniejszy jest też element konfucjańskiego dydaktyzmu.
Kroniki te, mimo że przedstawiają oficjalny, rządowy punkt widzenia, zgodny z konfucjańską filozofią władzy, stanowią szczegółowe i bezcenne źródło wiedzy o dawnych Chinach. W szczególności wartościowe są wczesne kroniki, przygotowane na podstawie materiałów, które się nie zachowały, będące przez to podstawowym źródłem wiedzy o tamtych czasach

## Księgi składające się naDwadzieścia cztery historie[6]
W spisie poniżej podano tytuły oryginalne, tłumaczenia na polski i daty wydania, lub oficjalnego przedstawienia pracy na dworze
- Pierwsze cztery historiografie (前四史)
  - Zapiski historyka (史記, Shǐ Jì), autorstwa Sima Qiana (司馬遷) w 91 r. p.n.e.
  - Księga Hanów (漢書, Hàn Shū), autorstwa Ban Gu (班固) w 82 r. n.e.
  - Sanguo Zhi (三國志, Kronika Trzech Królestw), autorstwa Chen Shou (陳壽) w 289 r.
  - Księga Późniejszych Hanów (後漢書, Hòuhàn Shū), autorstwa Fan Ye (范曄) w 445
- Song shu (宋書, Sòng Shū,  Księga Songów) – kronika południowej dynastii Song, sporządzona przez Shen Yue 沈約 w 488
- Qi shu (齊書, Qí Shū, Księga Qi) – kronika południowej dynastii Qi, przygotowana przez Xiao Zixiana 蕭子顯 w 537
- Księga Wei (魏書, Wèi Shū) – kronika północnej dynastii Wei, sporządzona przez Wei Shou 魏收 w 554
- Osiem historii dynastii Tang (唐初八史)
  - Liang shu (梁書, Liáng Shū, Księga Liang) – południowej dynastii Liang, autorstwa Yao Siliana 姚思廉 w 636
  - Chen shu (陳書, Chén Shū, Księga Chen) – południowej dynastii Chen, autorstwa Yao Siliana w 636
  - Bei Qi shu (北齊書, Běi Qí Shū, Księga Północnej [dynastii] Qi) – północnej dynastii Qi, autorstwa Li Delina i Li Baiyao 李百藥 w 636
  - Zhou shu (周書, Zhōu Shū, Księga Zhou) – północnej dynastii Zhou, skompilowana pod kierownictwem Linghu Defena 令狐德棻 w 636
  - Sui shu (隋書, Suí Shū, Księga Sui), sporządzona pod kierownictwem Wei Zhenga 魏徵 w 636
  - Jin shu (晉書, Jìn Shū, Księga Jin), przygotowana pod kierownictwem Fang Xuanlinga 房玄齡 w 646
  - Nan Shi (南史, Nán Shǐ, Historia Dynastii Południowych), przygotowana pod kierownictwem Li Yanshou 李延壽 w 659
  - Bei Shi (北史, Běi Shǐ, Historia Dynastii Północnych), przygotowana pod kierownictwem Li Yanshou w 659
- Tang Shu (唐書, Táng Shū, [Dawna] Księga Tangów), przygotowana przez Xu Liu 劉昫 w 945
- Wudai Shi (五代史, Wǔdài Shǐ, [Dawna] historia pięciu dynastii), skompilowana pod nadzorem Xue Juzhenga 薛居正 w 974
- Nowa historia pięciu dynastii (新五代史, Xīn Wǔdài Shǐ), przygotowana pod kierownictwem Ouyang Xiu 歐陽脩 w 1053
- Nowa Księga Tang (新唐書, Xīn Táng Shū), przygotowana pod kierownictwem Ouyang Xiu i Song Qi w 1060
- Trzy historiografie dynastii Yuan (元末三史)
  - Liao Shi (遼史, Liáo Shǐ, Historia Liao), skompilowana pod kierownictwem Toqto’a 脫脫 w 1344
  - Jin Shi (金史, Jīn Shǐ, Historia Jin), skompilowana pod kierownictwem Toqto’a w 1345 roku
  - Song Shi (宋史, Sòng Shǐ, Historia Song), skompilowana pod kierownictwem Toqto’a w 1345
- Yuan Shi (元史, Yuán Shǐ, Historia Yuan), skompilowana pod kierownictwem Song Lianga 宋濂 w 1370
- Ming Shi (明史, Míng Shǐ, Historia Ming), skompilowana pod kierownictwem Zhang Tingyu 張廷玉 w 1739

### Dodatkowe kroniki
Dwie kroniki zostały napisane i wydane w XX w. zgodnie ze starymi zasadami. Nowa historia Yuan została oficjalnie doliczona jako 25. kronika, a choć Qing Shigao nie, to ze względu na tematykę i formę przyjęło się ją uznawać za 26. dzieło cyklu
- Xin Yuan Shi (新元史, Xīn Yuan Shǐ, Nowa historia Yuan), autorstwa Ke Shaomina 柯劭忞 w 1920 roku
- Qing Shigao (清史稿, Qīng Shǐ Gǎo, Szkic historii dynastii Qing), sporządzona pod kierownictwem Zhao Erxuna 趙爾巽 w 1927 roku

W latach 1962–1975 opublikowano w Chinach krytyczne wydanie Dwudziestu czterech historii, z tekstem podzielonych na akapity i ze współczesną interpunkcją, oraz niezbędnymi przypisami; edycja ta liczy 241 tomów.